# Barátbekard
A barátbekard (Pachyramphus aglaiae) a madarak (Aves) osztályának verébalakúak (Passeriformes) rendjébe és a Tityridae családjába tartozó faj. Egyes szervezetek az egész családot, a kotingafélék (Cotingidae) családjában sorolják Tityrinae alcsaládként.

## Rendszerezése
A fajt Frédéric de Lafresnaye francia ornitológus írta le 1839-ben, a Pachyrhynchus nembe Pachyrhynchus aglaiae néven.

## Alfajai
- Pachyramphus aglaiae aglaiae (Lafresnaye, 1839)
- Pachyramphus aglaiae albiventris (Lawrence, 1867)
- Pachyramphus aglaiae gravis (Van Rossem, 1938)
- Pachyramphus aglaiae hypophaeus (Ridgway, 1891)
- Pachyramphus aglaiae insularis (Ridgway, 1887)
- Pachyramphus aglaiae latirostris Bonaparte, 1854
- Pachyramphus aglaiae sumichrasti (Nelson, 1897)
- Pachyramphus aglaiae yucatanensis (Ridgway, 1906)

## Előfordulása
Texasban és Arizona déli részén, valamint Mexikó, Belize, Costa Rica, Salvador, Guatemala, Honduras, Nicaragua és Panama területén honos. A természetes élőhelye a szubtrópusi vagy trópusi síkvidéki- és hegyi esőerdők, lombhullató erdők és cserjések. Vonuló faj.

## Megjelenése
Testhossza 18 centiméter, testtömege 33 gramm.

## Életmódja
A tápláléka rovarokból és azok lárváiból, vad és bogyós gyümölcsökből áll.

## Szaporodása
Fészekalja 2-6 tojásból áll, melyen a tojó 15-17 napig kotlik. A fiókákat még 19-21 napig eteti mindkét szülő.

## Külső hivatkozás
- Képek az interneten a fajról
- Ibc.lynxeds.com - videók a fajról
- Xeno-canto.org - a faj hangja és elterjedési területe